# رافائل مانگاساریان
رافائل آرامی مانگاساریان (ارمنی: Ռաֆայել Արամի Մանգասարյան؛  زادهٔ ۱ ژانویهٔ ۱۹۲۷ - درگذشته ۳۱ اکتبر ۱۹۹۷) رهبر ارکستر اهل ارمنستان بود. وی بین سال‌های ۱۹۶۶ تا ۱۹۹۶ میلادی فعالیت می‌کرد.

## زندگی‌نامه
وی در ۱ ژانویهٔ ۱۹۲۷ در تفلیس به دنیا آمد و از کنسرواتوار دولتی کومیتاس ایروان (۱۹۵۱) فارغ‌التحصیل گشت. وی در کنسرواتوار دولتی کومیتاس ایروان و ارکستر سمفونیک رادیو ملی ارمنستان فعالیت می‌کرد. وی همچنین برنده جوایزی همچون جایزه دولتی ارمنستان شوروی و هنرمند مردمی ارمنستان شوروی (۱۹۷۹) شد. وی در ۳۱ اکتبر ۱۹۹۷ در سن ۷۰ سالگی در ایروان درگذشت

## نگارخانه

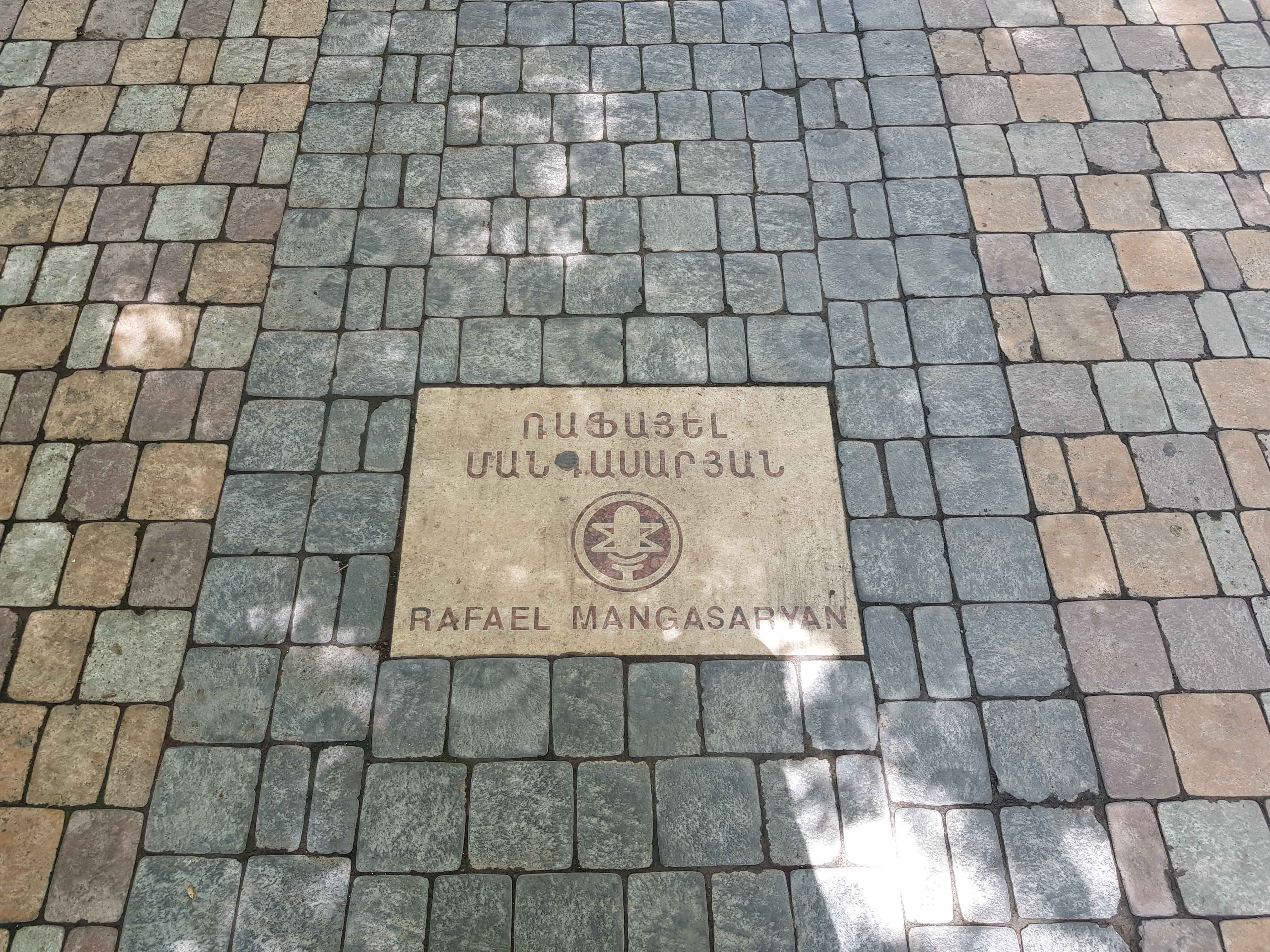